# Beaumont-de-Lomagne
Beaumont-de-Lomagne település Franciaországban, Tarn-et-Garonne megyében. Lakosainak száma 3754 fő (2022. január 1.). Beaumont-de-Lomagne Sérignac, Auterive, Bouillac, Comberouger, Escazeaux, Esparsac, Faudoas, Gimat és Vigueron községekkel határos.

## Népesség
A település népességének változása:
| Lakosok száma | 3772 | 3744 | 3960 | 3758 | 3765 | 3773 | 3778 | 3768 | 3754 |
|               | 2013 | 2015 | 2016 | 2017 | 2018 | 2019 | 2020 | 2021 | 2022 |

## Műemlékek

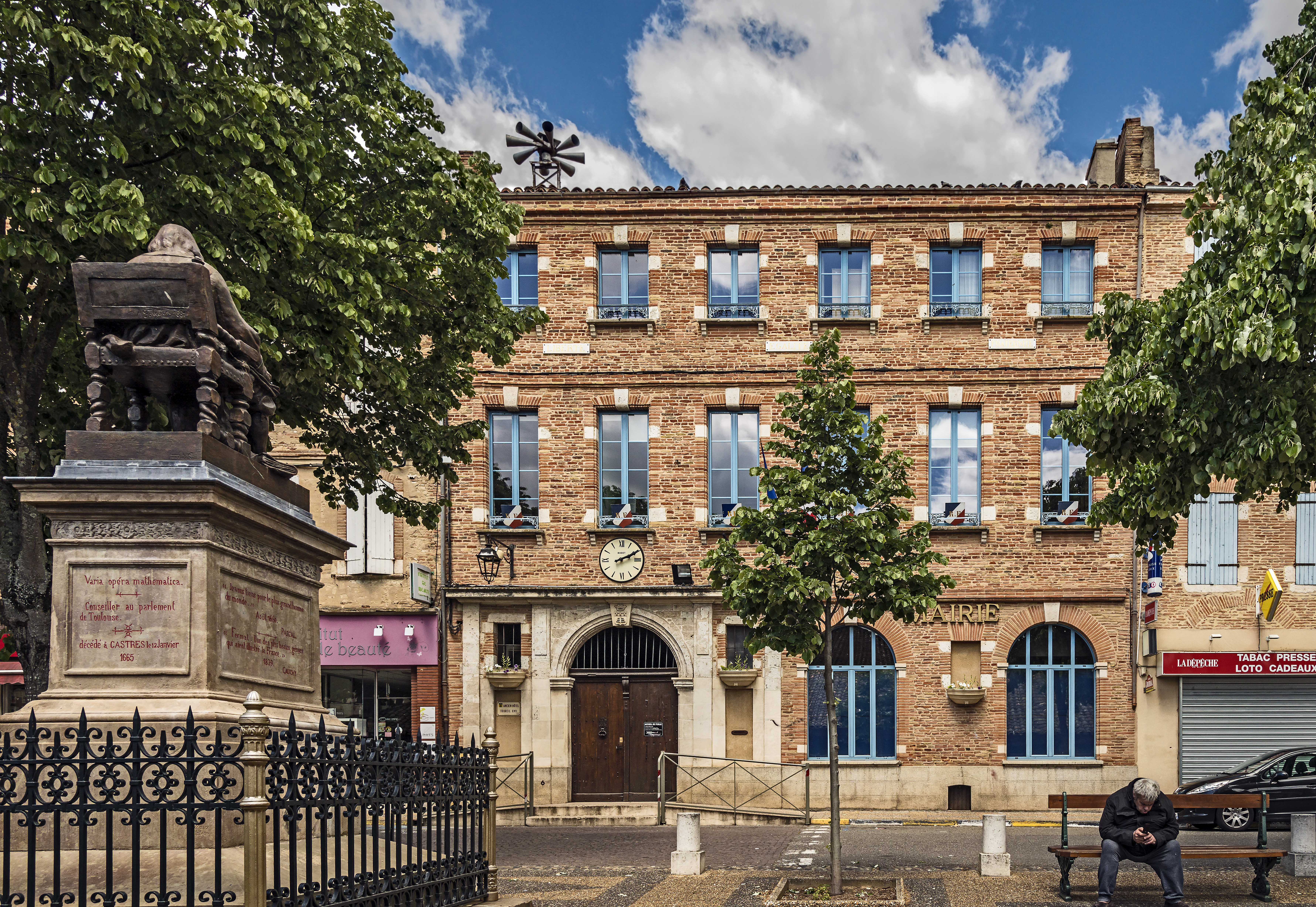
Városháza
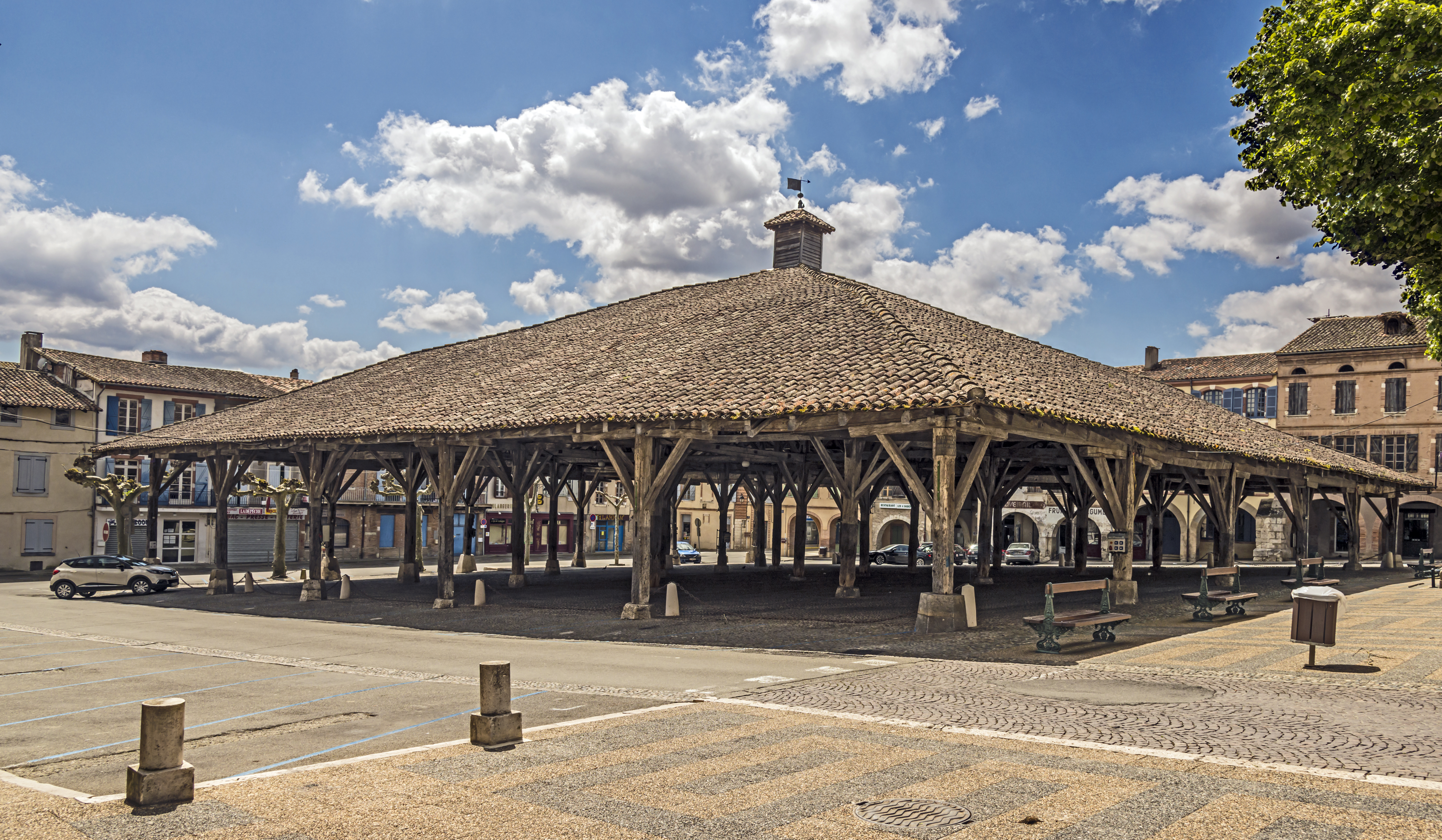
A vásárcsarnok
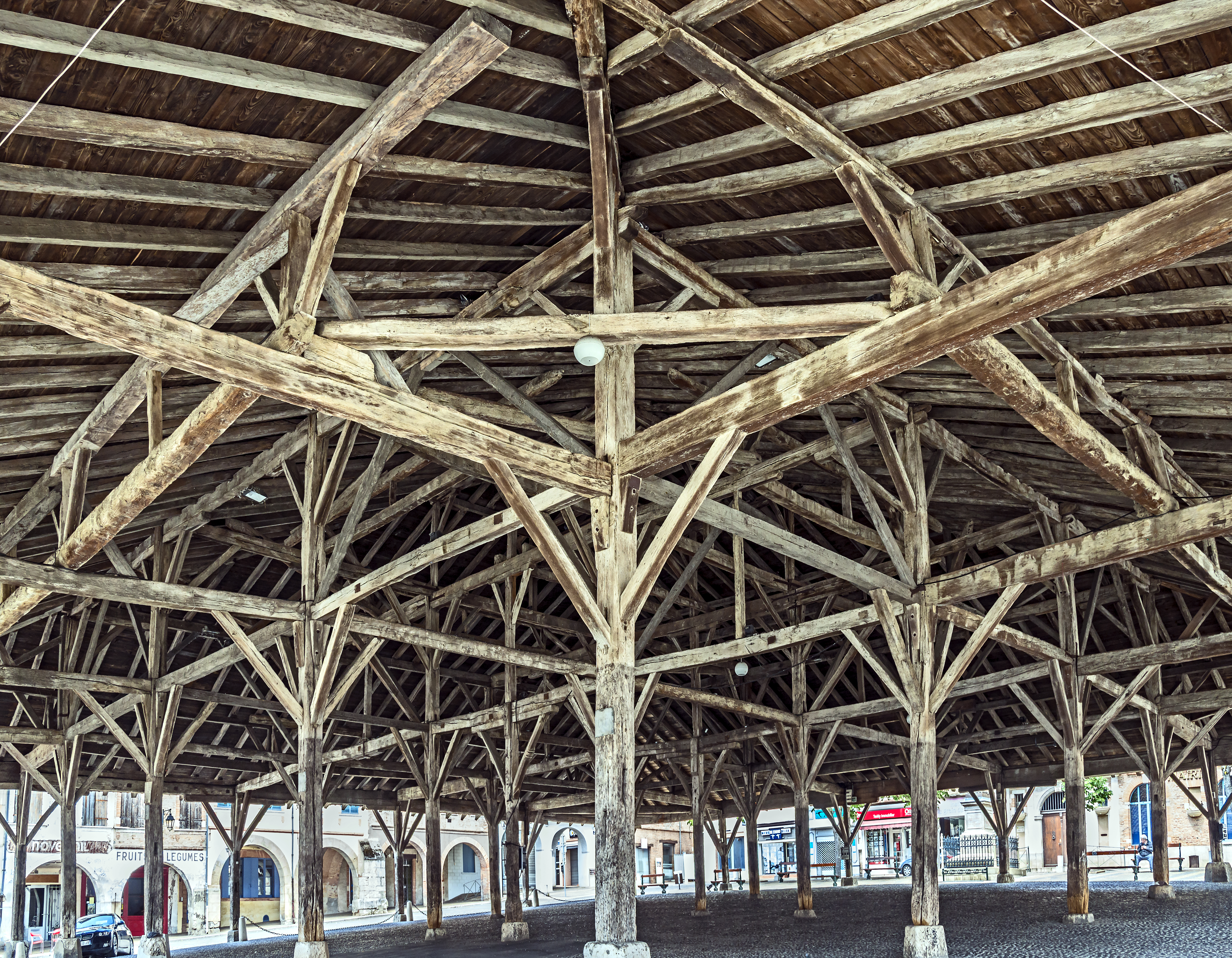
A vásárcsarnok
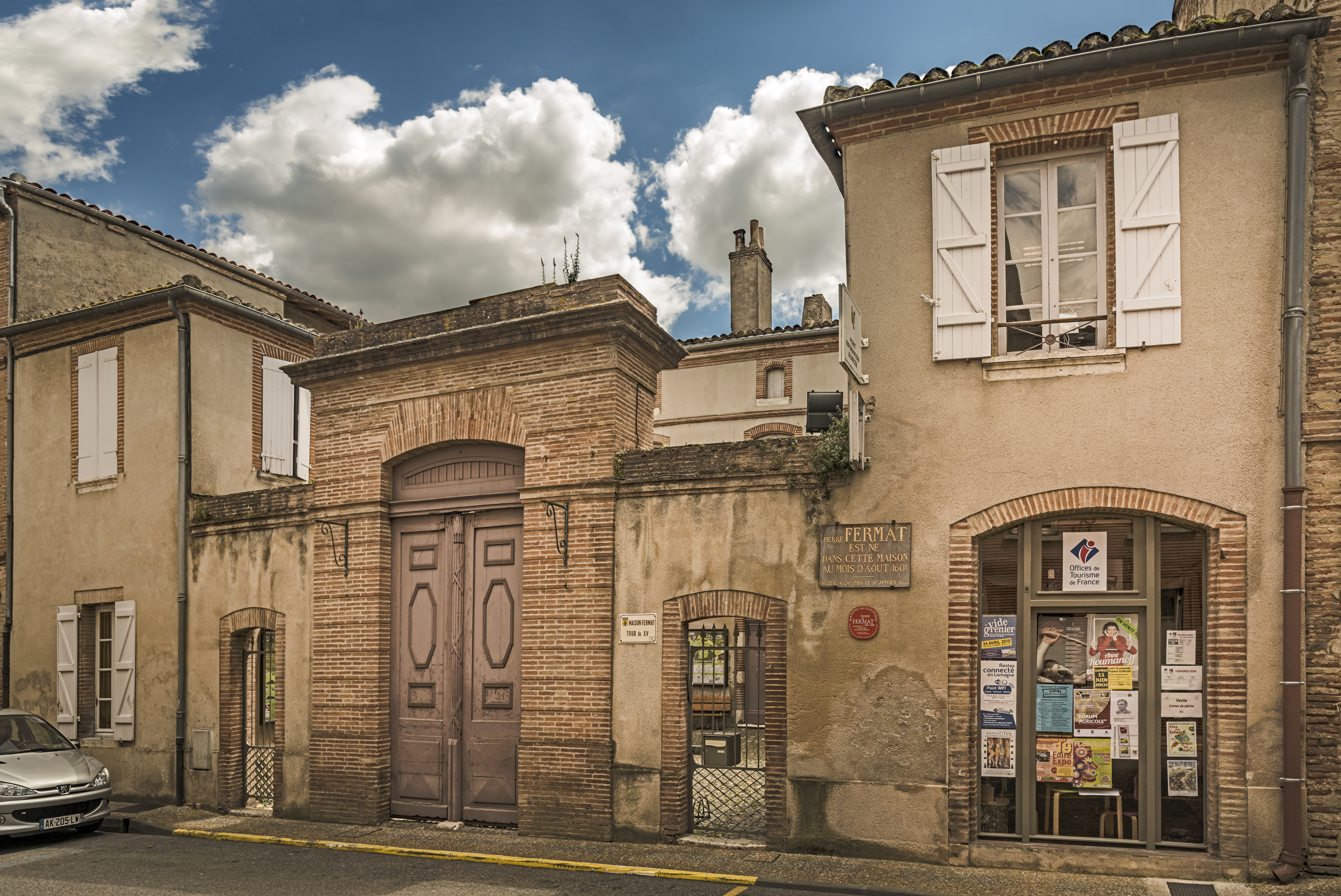
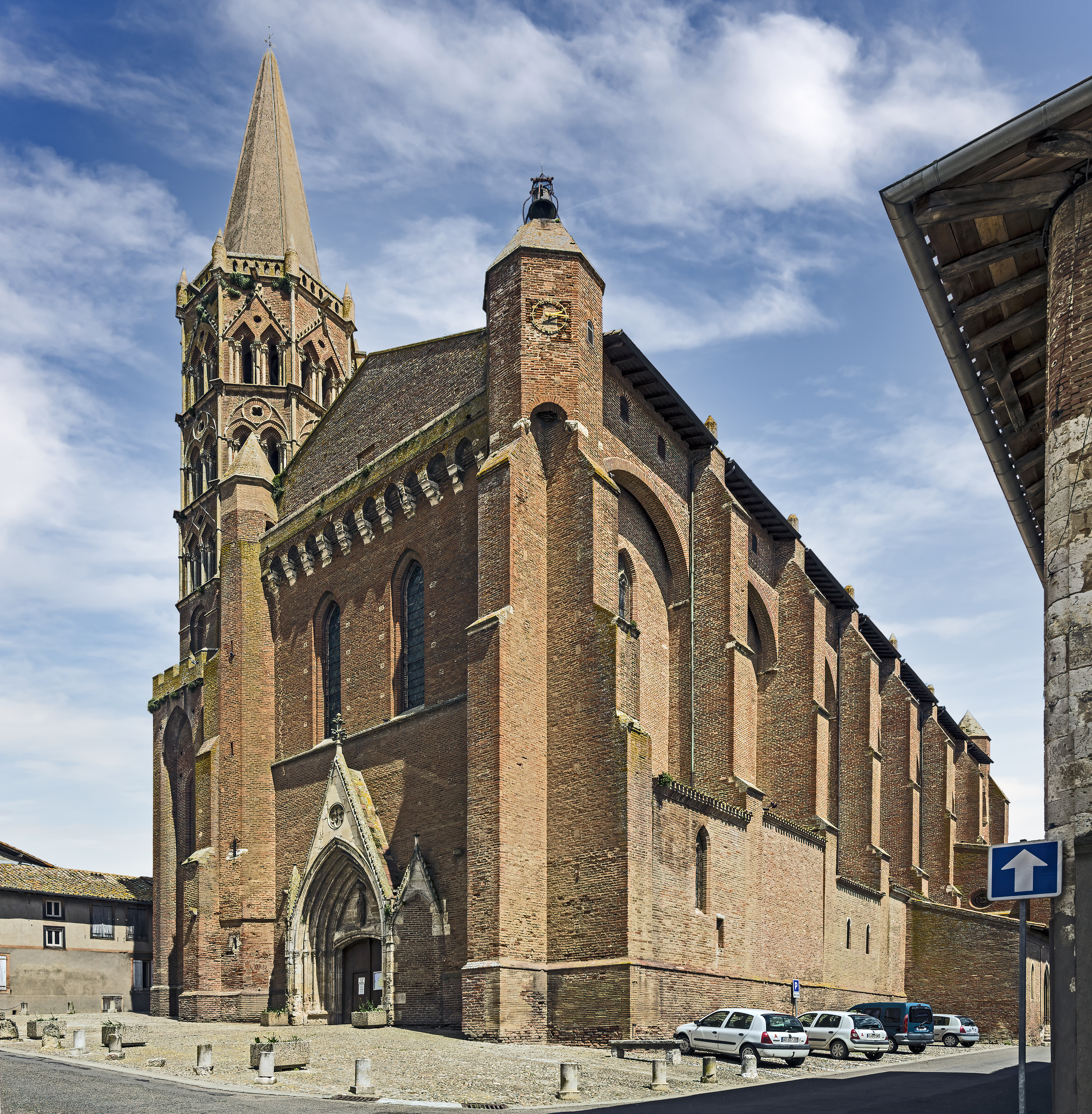
A templom
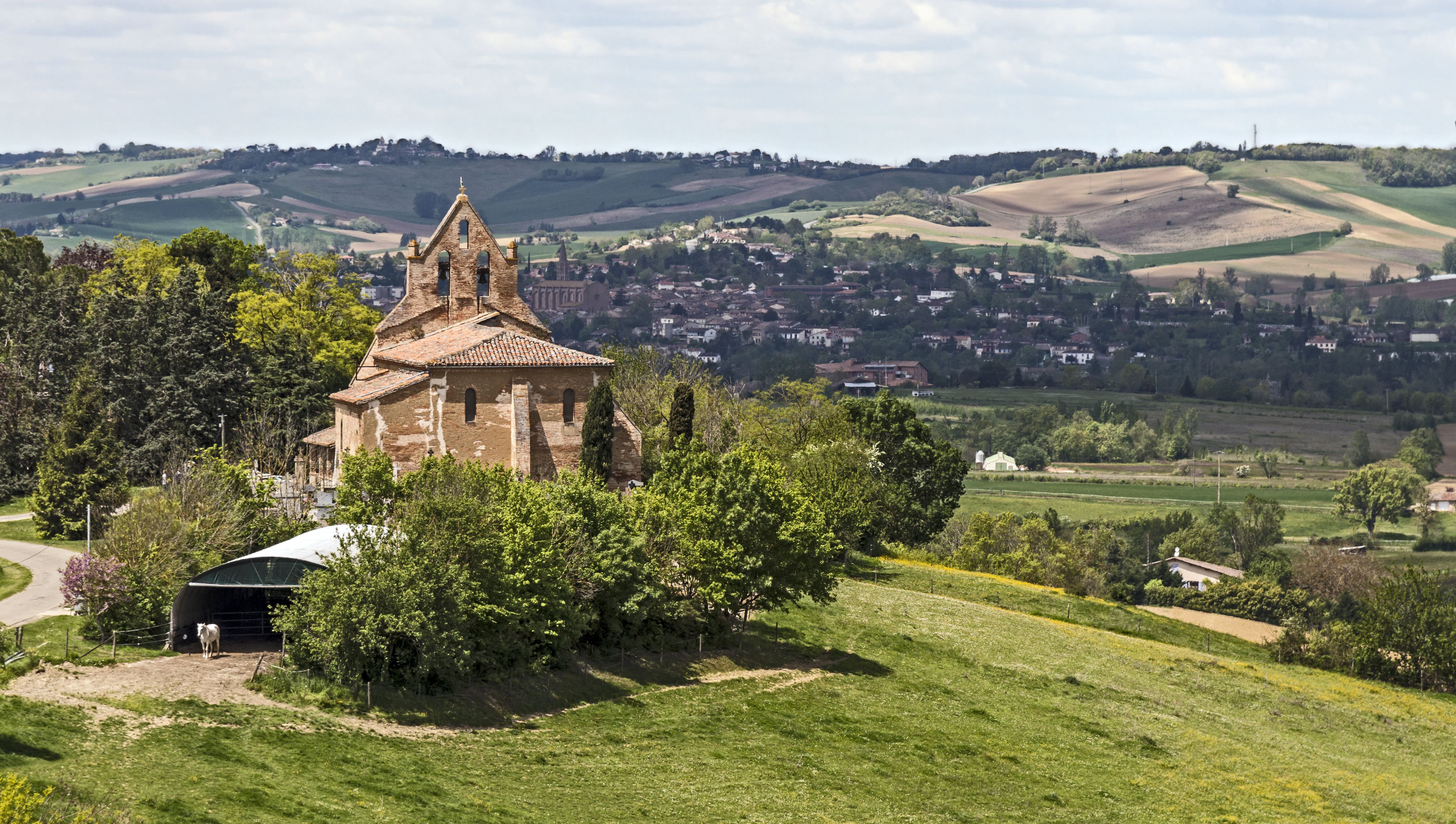
Kápolna St.jean